# 菱形尾孢虫
菱形尾孢虫（学名：Henneguya rhomboides）为尾孢科尾孢虫属的动物。在中国，分布于四川、武陵山地区等，营寄生生活，寄生在鲫的输尿管和膀胱。